# 水口镇 (古田县)
水口镇是中华人民共和国福建省宁德市古田县下辖的一个乡镇级行政单位。

## 行政区划
水口镇下辖以下地区：
水口社区、朝天桥社区、湾口村、溪岚村、汶潭村、水潮村、嵩溪村和岭边村。